# Lopaphus antennatus
Lopaphus antennatus is een wandelende tak uit de familie Lonchodidae. De wetenschappelijke naam van deze soort is voor het eerst voorgesteld als Ernodes antennatus door Josef Redtenbacher in een publicatie uit 1908.
De soort komt voor op Sumatra.